# Tungsram
Tungsram (Тунгсрам, повна назва угор. Egyesült Izzólámpa és Villamossági Rt., скорочено EIVIRT) — угорська електротехнічна компанія, що діяла з 1896 по 1990 рік, виробник ламп розжарювання, радіоламп і напівпровідникових приладів. У міжвоєнний період Tungsram контролювала більше 5 % світового ринку ламп розжарювання і 12 % ринку радіоламп континентальної Європи, в 1970-і і 1980-і роки — від 6 до 8 % західноєвропейського ринку ламп розжарювання. У 1990 році активи компанії були поглинені General Electric і реструктуровані в підрозділ цієї корпорації зі збереженням торгової марки Tungsram.
Ім'я компанії, зареєстроване в 1909 році, утворене поєднанням двох назв вольфраму — англійської tungsten і німецької Wolfram.

## Заснування компанії

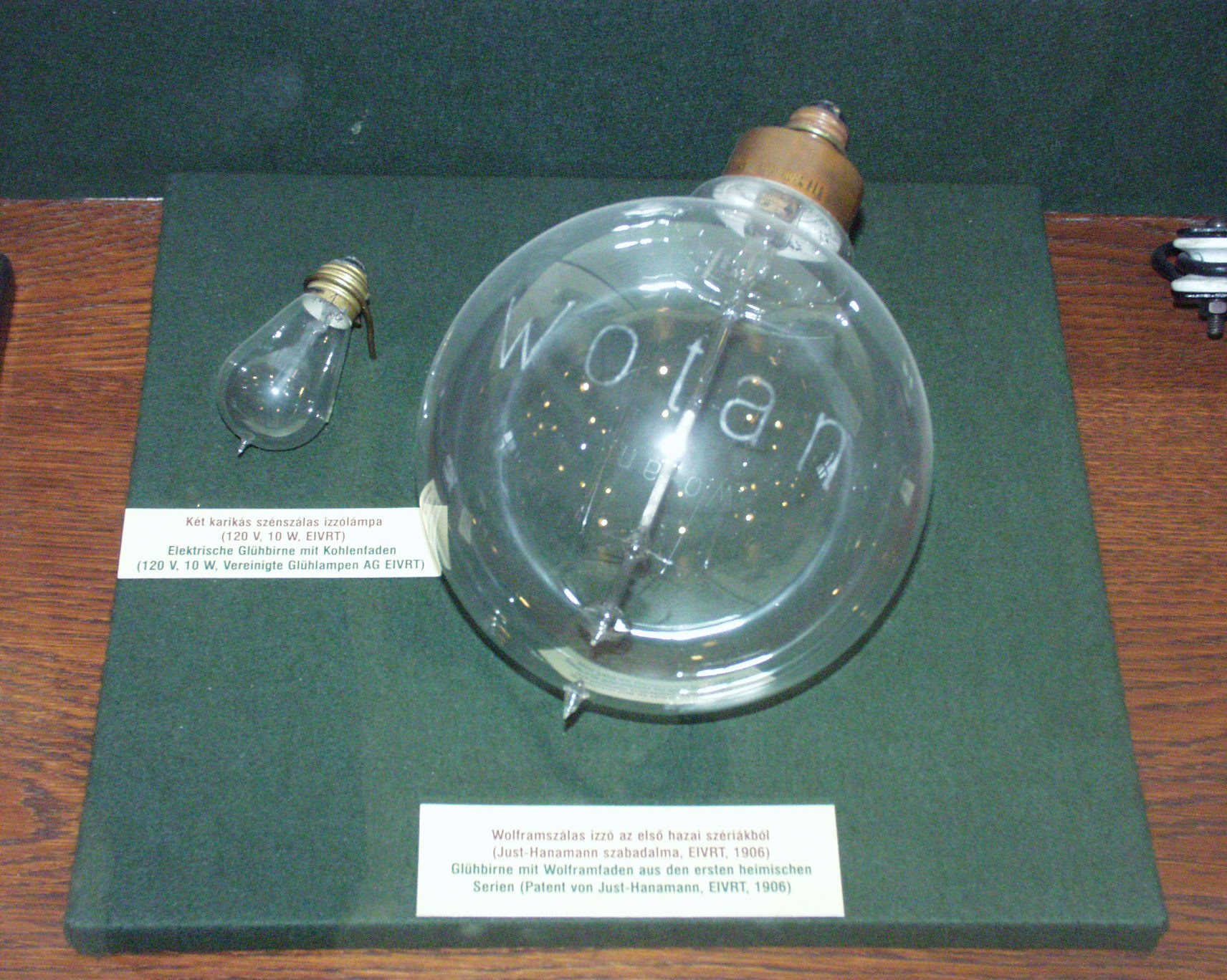
Лампи «Об'єднаної компанії» (EIVIRT): зліва — з вугільною ниткою, праворуч — лампа Юста-Ханамана 1906 року

У 1862 році уродженець Дюрдьоша Бернат Еггер заснував у Відні фабрику з виробництва телеграфного устаткування. Через десять років Еггер відкрив ремонтну майстерню в Будапешті, а ще десять років потому віденський Telegraph-Bauanstalt Еггера став публічною компанією. У 1884 будапештська філія фірми випустила перший телефонний апарат, в 1887 році — лампи розжарювання з вугільним тілом розжарення, в 1895 році — дугові лампи. Основним напрямом діяльності був саме випуск вугільних ламп: їх виробництво безперервно росло, з 120 тисяч (або 300 штук щодня) у 1889-1890 звітному році до 1,16 мільйона (або 4 тисячі в день) в 1896-1897 році. Велика частина продукції постачалася на експорт.
Власних коштів сім'ї Еггерів, які управляли компанією, на розвиток вже не вистачало, і влітку 1896 року Еггери і Комерційний банк Пешта заснували публічну компанію з капіталом в 1,4 млн. форинтів. 43 % капіталу нової компанії дісталося Еггерам, 33 % (37,5 % до кінця 1896 року) — банку. Саме це підприємство (угор. Egyesült Izzólámpa és Villamossági Rt., скорочено EIVIRT, «Об'єднана електролампова і електротехнічна компанія») і стало згодом відомим під назвою Tungsram — третьою в історії великою електроламповою компанією після General Electric (1878) і Philips (1891). У 1899 році Еггеры викупили у «Об'єднаної компанії» вкладене в неї майно віденської фабрики, і сформували на її базі нову компанію, VEAG — так майбутній Tungsram став чисто угорською компанією.
За угодою акціонерів, VEAG зосередився на засобах зв'язку і електротехнічному обладнанні, а «Об'єднана компанія» - на виробництві електроламп. До 1900 року щоденний випуск ламп (як і раніше вугільних) досяг десяти тисяч штук, втім, ціною зниження якості; чисельність персоналу перевищила 600 осіб. «Об'єднана компанія», звільнена від податків, приносила стабільно високий прибуток, однак під тиском конкуренції ціни і рентабельність ламп знижувалися. У 1903 року компанії довелося приєднатися до пан'європейського лампового картелю і погодитися на фіксовану частку «організованого» ринку Західної Європи 11,3% (В Росії, Іспанії, Японії та Америці компанія продовжувала працювати самостійно). У 1905 році вона отримала тридцятивідсоткову частку в іншому картелі - на національному ринку залізничних систем сигналізації.

## Перехід на вольфрамову технологію
У 1897-1900 роках Вальтер Нернст розробив і довів до серійного виробництва «лампу Нернста» з вольфрамовим тілом розжарення. «Об'єднана компанія» придбала у Нернста ліцензію, але визнала новинку безперспективною. У 1904 році Шандор Юст і Франьо Ханаман запатентували нову, довговічну лампу з вольфрамовим розжаренням. За ідеєю Юста і Ханамана, тіло розжарення слід виготовляти осадженням вольфраму з парів гексахлориду вольфраму на вугільну нитку, яка потім спалювалась у водневій атмосфері. Компанія негайно придбала у винахідників ліцензію і витратила два роки на доведення нової лампи до серійного випуску (перша партія з 600 ламп була випущена у вересні 1906 року). У 1908 році випуск вольфрамових ламп досяг 3,5 тисяч штук на день, але їх надійність і довговічність були невисокі. Юст і Ханаман, найняті компанією, не надали їй підтримки: перший без попередження втік у США, другий занадто захоплювався патентними суперечками.

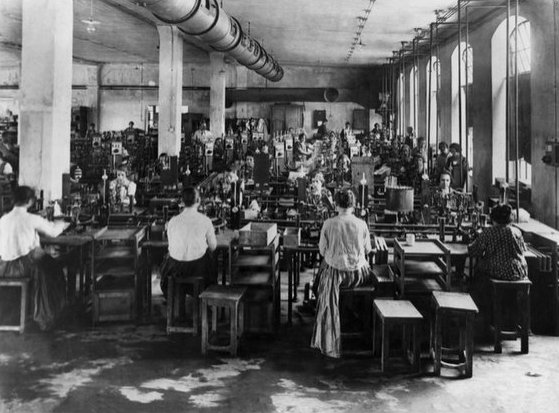
На виробництві електроламп «Об'єднаної компанії», 1909

Невдачі з власним виробництвом частково компенсувалися ліцензійними доходами, що збиралися з американських, британських і німецьких конкурентів за патент Юста і Ханамана. Протягом декількох років ключовим патентом галузі володіла саме «Об'єднана компанія» (точніше, її дочірнє підприємство International Tungsten); саме в цей період, в 1909 році, компанія зареєструвала торгову марку Tungsram. Однак після того, як американець Вільям Кулідж розробив технологію виробництва ниток з ковкого вольфраму, патент Юста і Ханамана втратив цінність. Європейську ліцензію на винахід Куліджа придбала Siemens, і в 1911 році положення Tungsram з її застарілою продукцією різко погіршилося. Щоб утриматися на ринку, в кінці 1912 року угорцям довелося придбати і Siemens і Auer ліцензії на нову технологію і відмовитися від продажів на ринках Великої Британії та Франції. У 1913 році всі лампи компанії (27 тисяч штук на день) вже випускалися за технологією Куліджа з заповненням балона азотом за Ленгмюром. Лампи з вугільною ниткою пішли в минуле, а незадовго до початку Першої світової війни припинив існування і вугільно-ламповий картель 1903 року.

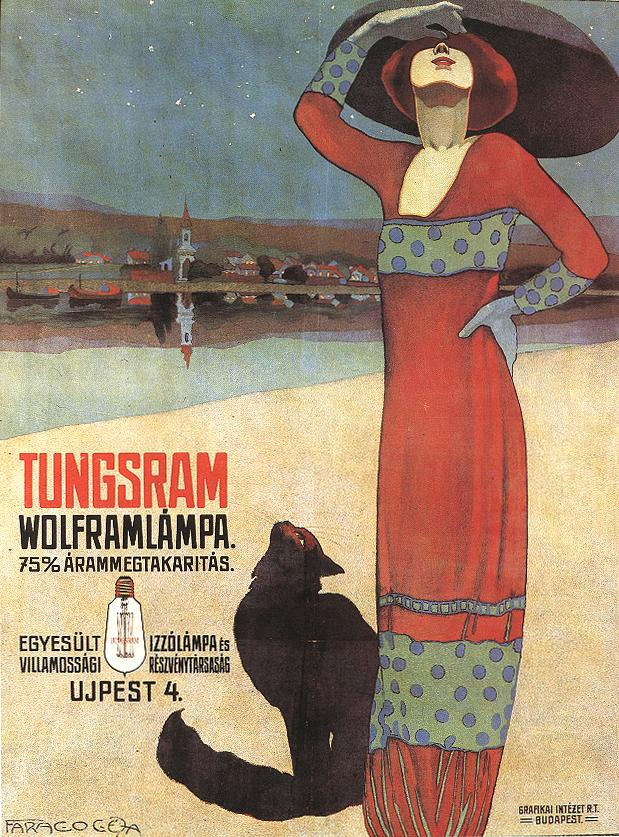
Реклама електроламп Tungsram. Плакат Гези Фараго, близько 1910

До цього часу тільки в електроламповому виробництві Tungsram було зайнято 3600 осіб; п'ять шостих продукції компанії відвантажували за кордон, де компанія побудувала мережу збутових контор. Роки першої світової війни виявилися для компанії виключно вдалими. Попит на електролампи і обсяги їх виробництва стабільно росли, військові замовлення приносили високий прибуток, чисті активи Tungsram за чотири роки війни подвоїлися — в тому числі, за рахунок поглинання компаній-конкурентів. Дефіцитній міді знайшли заміну — оцинковану сталь. За завданням військових Tungsram вперше зайнявся виробництвом електронних ламп для радіозв'язку. Компанія навіть зуміла зберегти присутність в країнах Антанти, використовуючи посередників з нейтральних країн.

## Міжвоєнні роки
Під час кризи кінця 1918 року і революції 1919 року Tungsram зазнала втрат, але при режимі Горті швидко відновилася: вже в 1921 році чисельність персоналу компанії перевищила довоєнну, а до початку великої депресії досягла 11,251 осіб. Аж до 1931 року обороти, прибуток і виплачувані дивіденди стабільно зростали, а вартість основних фондів, навпаки, знижувалася у міру ліквідації непрофільних активів. На думку авторів «Історії Tungsram», дійсні прибутки компанії були істотно вищі, ніж прибуток за «творчо» складеними звітами.
Tungsram вдало пережила кризу 1929 року і подальшу депресію. У 1931-1932 роках виробництво електроламп скоротилося вдвічі, проте збут просів не настільки глибоко: компанія розпродувала надлишкові в умовах кризи товарні запаси. Протягом кризи компанія залишалася прибутковою і вдало скуповувала розорені підприємства конкурентів і суміжників. У 1935-1936 роках прибутки почали знову зростати, а до 1941 року вийшли на докризовий рівень. У другій половині 1930-х років обсяги виробництва і прибуток стабілізувалися, а в кінці десятиліття почалося вибухоподібне зростання основних фондів: до 1944 року їх вартість порівняно з докризовими оцінками потроїлася.

### Виробництво ламп розжарення

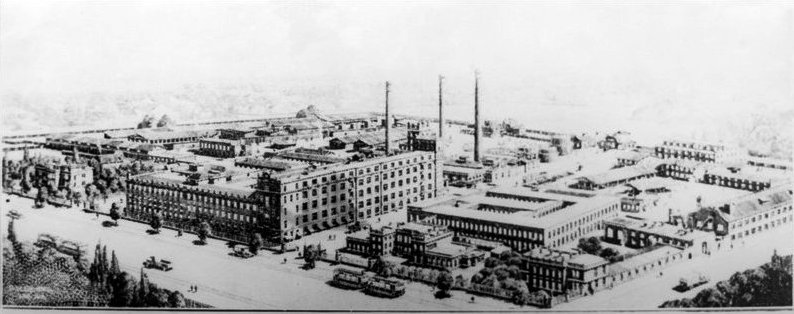
Основний електроламповий завод Tungsram у Будапешті, близько 1920

Основною проблемою компанії на початку 1920-х років стала заміна колишніх джерел сировини, які опинилися на території незалежної і недружньої Чехословаччини; до кінця десятиліття Tungsram перетворилася на вертикально-інтегровану компанію, яка самостійно виробляє основні сировинні матеріали. Чимало клопоту додав Шандор Юст, який відкрив у Будапешті нову електролампову фабрику потужністю 30 тисяч ламп на день. У 1924 році Tungsram купила контрольний пакет підприємства Юста і закрила фабрику-конкурента. У тому ж 1924 році Tungsram стала засновником нового електролампового картелю Phoebus, який об'єднав 90-95 % світових виробничих потужностей. На частку Tungsram дісталася квота в 5,655 % світового збуту, або 17 мільйонів ламп на рік (фактичне виробництво склало 15 млн штук у 1925 році і 23,4 млн штук у 1930 році). Картель протримався до початку другої світової війни, але до 1939 року через демпінг японських виробників його частка на світовому ринку (крім США) знизилася до 60 %. Tungsram формально вийшла з картелю 1 березня 1941 року, незадовго до вступу Угорщини в бойові дії на боці країн «осі».

### Виробництво радіоламп
У 1921 році Tungsram заснувала власну науково-дослідну лабораторію (її очолив  Ігнац Пфейфер, а в 1922 році почала масовий випуск радіоламп — спочатку з вольфрамовим катодом, а з 1927 року — з оксидними катодами власної розробки. Спочатку новий напрям був збитковим, продажі радіоламп йшли погано, і тільки до 1930 року перевищили один мільйон штук. При цьому собівартість і надійність ламп Tungsram були як і раніше істотно гірші, ніж в американських конкурентів, тому в 1933 році Tungsram була змушена придбати ліцензію на технології у RCA. Порте, Tungsram вплуталася в боротьбу найпередовішим європейським виробником, Philips: після того, як Philips відкрив виробництво радіоламп у Будапешті, Tungsram заснувала власне виробництво на батьківщині конкурента, у Нідерландах. Як наслідок, Philips і Telefunken були змушені впустити Tungsram у поки негласний радіоламповий картель, що формувався. У цьому картелі, формально заснованому в 1936 році, Tungsram мав частку 12 % проти 88 % у консорціуму Philips-Telefunken.
Протягом всього міжвоєнного періоду Tungsram коливалася між вибором американських чи європейських електронних технологій. Незважаючи на угоду з RCA, у середині 1930-х років Tungsram переорієнтувалася на відтворення розробок Philips. Досвід показав помилковість цього рішення: угорська компанія була не в змозі копіювати десятки нових моделей, і підтримувати прийнятну їх якість.

### Криптоновий проект
Основним напрямком робіт лабораторії Tungsram в 1920-ті роки було вдосконалення виробництва ламп розжарення, а в 1930-ті роки лабораторія (так само як і її аналоги в Philips і General Electric) зайнялася дослідженням перспективних газорозрядних ламп. Найбільшим досягненням лабораторії стала розробка криптонової лампи. Перший патент на таку лампу отримав у 1930 році співробітник Tungsram Імре Броді. Ідею використання криптону вперше висунув Жорж Клод; Броді, який почав досліди з криптоном не пізніше лютого 1929 року, випередив конкурентів з практичною реалізацією. Перші, дослідні, криптонові лампи Tungsram були виготовлені в липні 1931 року.
У 1931-1934 роках дослідники встановили оптимальні конфігурації спіралей і балонів криптонових ламп; до початку промислового виробництва залишалося всього лиш знизити собівартість літра газу з 800 до не більше 6 рейхсмарок. Фірми-виробники газів (Linde, Air Liquide, IG Farben) вважали завдання неможливим, і тільки в 1936 погодилися побудувати в Айці завод з виробництва криптону. Завод, який вступив в дію навесні 1938 року, юридично належав Tungsram, але фактично контролювався Linde. На думку Броді, Linde не змогла забезпечити належну якість газу. Плани Tungsram відкрити у 1942 році друге, незалежне від Linde, виробництво криптону не були реалізовані через початок другої світової війни.
Незважаючи на проблеми з заводом в Айці, в 1938-1939 звітному році виробництво криптонових ламп сягнуло 4,7 млн штук (20 % від загального випуску ламп розжарювання).

## В соціалістичній Угорщині

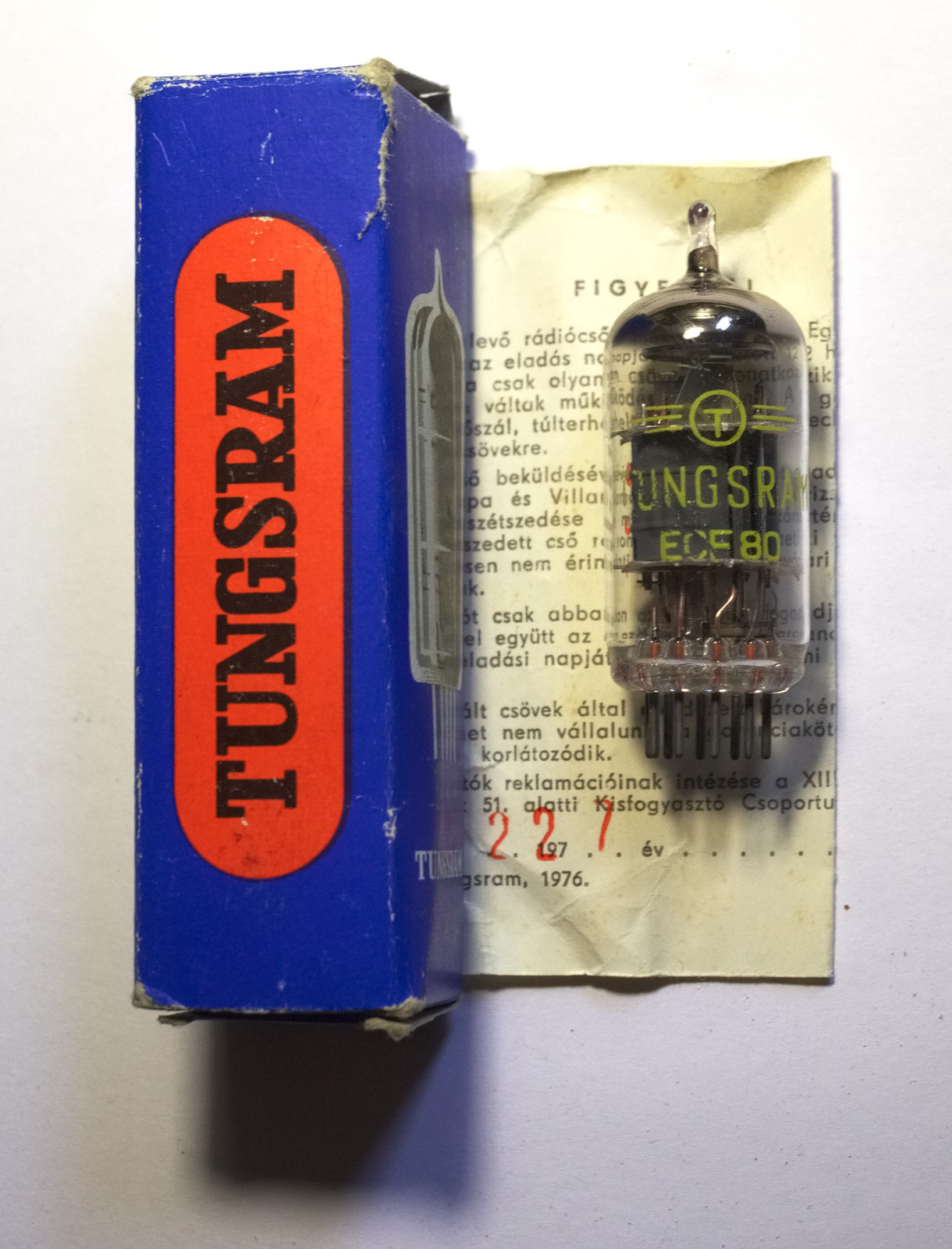
Тріод-пентод ECF80 - розробка Siemens 1964 року, виробництво Tungsram 1977 року

У 1946 році Угорський національний банк приступив до націоналізації компанії. Оскільки уряд побоювався втратити закордонні дочірні підприємства Tungsram, то замість прямого відбирання власності націоналізацію провели за м'якою схемою, обмінявши частки іноземних інвесторів на частки головної Tungsram в її закордонних підприємствах. Протягом усього соціалістичного періоду, аж до 1989 року, Tungsram зберігала форму акціонерного товариства, але управлялася як звичайне державне підприємство.
У 1968 році, в ході кадарівської економічної реформи, компанія отримала право на пряму зовнішньоекономічну діяльність і знову почала експансію на закордонні ринки, ставши найбільшим джерелом конвертованої валюти в Угорщині. До 1975 році чисельність персоналу досягла історичного максимуму - 35 тисяч чоловік. У плановій економіці ВНР Tungsram розвинулася в багатопрофільну компанію: на чотирнадцяти нових заводах, побудованих або реконструйованих у 1970-ті роки, випускалися кінескопи, галогенні і натрієві лампи, транзистори й інтегральні схеми. Частка Tungsram на традиційному для неї західноєвропейському ринку електроламп становила від 6 до 8 %.
За соціалістичного режиму Tungsram не тільки утримував власні спортивні команди, але й проводив міжнародні турніри — «Кубок Tungsram» з водного поло і «Кубок Tungsram» з шахів.
У 1980-ті роки економічний стан Tungsram погіршився. Порівняно з американськими та західноєвропейськими компаніями, Tungsram відставала технологічно, собівартість її продуктів була вищою, а інвестиції у розвиток і НДДКР — набагато нижчими. Компанія як і раніше заробляла три чверті виручки на висококонкурентному ринку електроламп . Через високе боргове навантаження компанія була не в змозі виплачувати відсотки за кредитами: у 1987 році вартість її чистих активів оцінювалася всього в 100 млн доларів США, в 1988 році вона стала від’ємною.

## Перехід під контроль General Electric
Уряд вирішив позбутися компанії-банкрута, передавши її акції в управління приватному Угорському комерційному банку та уклавши угоду з австрійським банком Girocentrale. Австрійці підрядилися за три роки реструктуризувати компанію і вивести її акції на Віденську фондову біржу; якби розміщення акцій провалилося, угорська сторона була б зобов'язана викупити акції назад у Girocentrale. Вихід на біржу дійсно не відбувся, а в 1989-1990 роках компанія перейшла під контроль стратегічного інвестора, який придивлявся до Tungsram з початку 1980-х років — електролампового відділення General Electric (General Electric Lighting, GEL). Головною метою GEL, імовірно, було придбання частки Tungsram на західноєвропейському ринку, де позиції американців були традиційно слабкими.
У 1990-1994 роки GEL консолідувала 99,8 % акцій Tungsram, при цьому збитки угорської компанії продовжували зростати (до 60 млн доларів США в 1994 році). Після падіння соціалістичних режимів настала глибока економічна криза 1992-1993 років і розвал вибудованої раніше збутової мережі. Застарілі заводи були не тільки збитковими, але й небезпечними: тільки на одному виробничому майданчику (у Ваці) новим господарям довелося утилізувати 17 тисяч тонн відходів, забруднених ртуттю.
GEL зосередила зусилля на розвитку електролампового бізнесу Tungsram; машинобудівний підрозділ компанії скоротився, а виробництво електронних приладів — ліквідовано. Кількість персоналу скоротилася з 18,5 тисяч чоловік у 1989 році до 9,500 у 1993 році, п'ять із чотирнадцяти заводів припинили існування. До 1994 року продуктова лінійка цих заводів складалася з 13 тисяч позицій, з них тільки 1750 продавалися під історичною маркою Tungsram. GEL знайшла для продукції Tungsram стабільний ринок збуту в США, але майже повністю втратила ринки Східної Європи (крім самої Угорщини). Продажі в Західну Європу скоротилися з 60 % виручки в 1989 році до 30 % в 1994 році. До кінця 1990-х років, інвестувавши в Tungsram близько 800 мільйонів доларів, GEL зуміла відновити позиції на західноєвропейському ринку; частка експорту у виручці зросла до 90 %, компанія зайняла десяте місце в списку найбільших компаній Угорщини.